# Little Whelnetham
Little Whelnetham is een civil parish in het bestuurlijke gebied St. Edmundsbury, in het Engelse graafschap Suffolk met 180 inwoners.